# Антон Синапов
Антон Синапов е български състезател по биатлон, участник на зимните олимпийски игри във Пьонгчанг през 2018 г..
Синапов е роден на 1 септември 1993 г. в Чепеларе и започва кариерата си на биатлонист през 2003 г. 

## Олимпийски игри
| Състезание     | Индивидуално | Спринт | Преследване | Масов Старт | Щафета | Смесена щафета |
| -------------- | ------------ | ------ | ----------- | ----------- | ------ | -------------- |
| Пьонгчанг 2018 | 71-во        | 56-о   | 60-о        | –           | 16-о   | –              |

## Успехи
Световно първенство:
- 2015/16 – 3 старта
  - 2016 Осло (Норвегия): 13-и в щафетата

Световно първенство за юноши:
- 2011/14 – 11 старта
  - 2014: 14-и в преследването

Световна купа:
- 2016 Ханти-Мансийск (Русия): 16-и в спринта